# Marjet Ockels
Marjet Joan (Marjet) Ockels (Almelo, 12 november 1943 – Zoutkamp, 14 mei 2016) was een Nederlandse politica. Zij was van 1991 tot 1994 lid van de Tweede Kamer, eerst voor de PvdA, later als onafhankelijk lid.
Op 20 december 1992 verscheen een interview in HP/De Tijd op Zondag waarin Ockels kritiek had op het functioneren van de PvdA-fractie en op het gedrag van fractiegenoten. Vanaf januari 1993 woonde ze wegens ziekte geen vergaderingen van de Tweede Kamer meer bij. Op 21 september 1993 brak Ockels met de PvdA en trad toe tot De Nieuwe Partij (DNP). Voor die partij stond ze tweede op de kandidatenlijst voor de Tweede Kamerverkiezingen 1994, maar de partij haalde geen zetels. Eerder was zij raadslid en wethouder in de toenmalige gemeente Ulrum en raadslid in De Marne. Ockels was actief bij belangenverenigingen voor vissers. Ze was een zus van ruimtevaarder Wubbo Ockels.
- Biografisch Portaal: 37032716
- Nederlandse Thesaurus van Auteursnamen: 404035574
- Parlement.com: vg09llpdhhzx
- Virtual International Authority File: 7248147270616835700006
- WorldCat: E39PBJrwRpkyWPPwvtcq7gx7HC